# Mapa genetyczna
Mapa genetyczna – mapa lokalizacji genów na chromosomie określająca odległości między charakterystycznymi sekwencjami chromosomu, które nie kodują żadnego genu, zwanymi markerami. Mapa genetyczna powstała poprzez badanie częstości zachodzenia zjawiska crossing over (rekombinacji) pomiędzy odpowiednimi genami na podstawie stosunku ilości rekombinantów do ilości osobników nie zrekombinowanych otrzymanych w krzyżówce testowej. Im częściej zachodzi crossing over między genami (im większa jest wartość tego stosunku), tym bardziej są one od siebie oddalone. Odległość tę wyraża się w jednostkach mapowych (j.m.) lub w centymorganach (cM):
```

  

    

      

        
1

        
%

        
r

        
e

        
k

        
o

        
m

        
b

        
i

        
n

        
a

        
c

        
j

        
i

        
=

        
1

        
j

        
.

        
m

        
.

        
=

        
1

        
c

        
M

      

    

    
{\displaystyle 1\%rekombinacji=1j.m.=1cM}

  

```